# Ildikó Pécsi
Ildikó Pécsi (ur. 21 maja 1940 w Polgár, zm. 5 grudnia 2020 w Gödöllő) – węgierska aktorka teatralna, telewizyjna i filmowa. Wystąpiła w ponad stu filmach od 1961 roku.

## Życiorys
Ukończyła College of Performing Arts w 1962 roku. Przez lata była członkiem Teatru Narodowego Pecz (1962–1966), Teatru Komedii (1966–1970), Sceny Mikroskopowej (1970–1973), Teatru Katona József w Kecskemét (1973–1976), Teatru Radnóti (1976–1985), Teatr Ludowy (1985–1990), a od 1990 roku zespołu Teatru im. Józsefa Attili. Oprócz ról dramatycznych (Antygona, Hamlet) i prozy grał także w komediach i operetkach. Była aktorką filmową i telewizyjną. Dostała znaczącą rolę w pierwszym węgierskim szerokoekranowym filmie, adaptacji Jókai, The Golden Man, zaprezentowanej w 1962 roku. Krajową sławę i popularność przyniosły jej rolę w serialach telewizyjnych (np. Kapitan Tenkes i Linda).
W 1969 roku wyszła za mąż za piłkarza Lajosa Szűcsa mistrza olimpijskiego z 1968 roku.
W latach 1975–1989 była członkiem MSZMP. W 1980 roku została wybrana na członka zarządu związku aktorów. Przez dziesięciolecia była mieszkanką Gödöllő i znaczącą postacią w życiu artystycznym miasta. W ostatnich miesiącach życia podupadła na zdrowiu. Zmarła we śnie w swoim domu 5 grudnia 2020 roku, miała 80 lat.

## Filmografia
- 1962: Opowieści z pociągu jako Ica
- 1962: Złoty człowiek jako Noémi
- 1963: Kapitan Tenkes jako cyganka Rózsa
- 1963: Łabędzi śpiew jako Mara
- 1965: Miłość surowo wzbroniona jako Anna Ries
- 1967: Testament agi jako Örzse
- 1970: Co się zdarzyło z profesorem? jako Geositsné
- 1973: Dzień plus lub minus jako Rózsi
- 1975: Stary jako Treszka
- 1976: Piąta pieczęć jako Irén
- 1976: Wspomnienie z Herkulesfurdo jako kochanka
- 1978: Jak to w domu jako matka Zsuzsi
- 1980: Pomocnik jako pani Riečan
- 1983: Recydywiści jako Ica
- 1984: Linda jako Klárika Steinbach
- 1986: Urzędnik wioski jako pani Kislaki
- 2008: Prawie dziewica jako ciocia Fanni